# Kivu
Kivu era il nome con cui era chiamata una "regione" della Repubblica Democratica del Congo all'epoca del dominio di Mobutu Sese Seko (1965–1997).
La regione si affaccia sul lago Kivu e comprendeva tre sottoregioni (Sous-Regions in francese): Nord-Kivu, Sud-Kivu e Maniema, corrispondenti alle attuali province omonime costituite nel 1988.
Capoluogo della regione del Kivu era la città di Bukavu, i capoluoghi delle tre sottoregioni erano Goma, Uvira e Kindu.

## Storia
Nel 1902 una zona compresa tra i laghi Kivu e Tanganika e il fiume Ruzizi, sarebbe stata messa a disposizione dell’immigrazione italiana, con una contribuzione per le spese di installazione dei coloni, da Re Leopoldo del Belgio che aveva la regione nella sua personale disponibilità. In cambio si chiedeva l'invio di ufficiali dell'esercito in qualità di agenti coloniali al servizio dello sfruttamento del Congo. In quell'impresa durata tre anni, 1903-1906, furono impiegati un centinaio di ufficiali italiani. Per diversi motivi pratici il governo italiano non concretizzò la colonizzazione. (G. Piccolino, Il Congo, L’Italia e Leopoldo II del Belgio, 2007)
Il nome "Kivu" risale almeno al 1914, anno in cui il governo coloniale divise il Congo in 22 distretti. Nel 1935 i distretti furono raggruppati in 6 province alle quali furono dati i nomi dei rispettivi capoluoghi. La provincia di Costermansville, che aveva la stessa estensione della successiva regione del Kivu, fu rinominata provincia di Kivu nel 1947.
A partire dal 2004 la regione è stata teatro di pesanti scontri fra le truppe governative della Repubblica Democratica del Congo e le Forze Democratiche per la liberazione del Ruanda (FDLR) appoggiate da gruppi di ribelli tra le quali le truppe di Laurent Nkunda.

## Geografia
È chiamata Kivu tutta la regione che si trova intorno al lago Kivu, compresa una parte del Ruanda dove risiede la maggior parte della popolazione dell'area lacustre (Gisenyi in Ruanda, con una popolazione di circa un milione di abitanti è il centro abitato principale della regione del lago Kivu). L'area è caratterizzata da una vegetazione lussureggiante ed un clima favorevole alle coltivazioni, le rive del lago si trovano ad un'altitudine di circa 1500 m s.l.m. e il suolo della regione è di origine vulcanica. La regione di Kivu è il punto più elevato della East African Rift Valley.